# JS Makinami (DD-112)
JS Makinami (まきなみ) là tàu chiến thứ ba được sản xuất của Tàu khu trục lớp Takanami thuộc Lực lượng Phòng vệ trên biển Nhật Bản (JMSDF).
Makinami được thực hiện theo Kế hoạch Bảo vệ Trung hạn năm 1996 và được đóng bởi nhà máy đóng tàu Mitsubishi tại Nagasaki. Tàu được đặt lườm vào ngày 17 tháng 7 năm 2001, hạ thủy vào ngày 8 tháng 8 năm 2001. Tàu được đưa vào phục vụ vào ngày 18 tháng 3 năm 2004. và ban đầu được biên chế vào cho Hải đội hộ vệ số 2 đóng tại Sasebo.

## Phục vụ
Ngày 18 tháng 3 năm 2004, tàu được đưa vào biên chế của Hải đội hộ vệ số 2 đóng tại Căn cứ hải quân Sasebo. Tháng 11 năm 2006, trong khuôn khổ của chiến dịch Tự do bền vững (Operation Enduring Freedom), tàu JS Makinami cùng với tàu tiếp liệu JS Towada đã được JMSDF triển khai đến Ấn Độ Dương để hỗ trợ việc tiếp nhiên liệu cho các lực lượng liên minh chống khủng bố ở Afghanistan.
Trong tháng 11 năm 2010, JS Makinami cùng với JS Satogiri đã được cử đến Aden, Yemen để tham gia hoạt động hộ tống chống cướp biển ngoài khơi bờ biển Somalia. Tàu đã thực hiện thành công 28 phi vụ. JS Makainami trở về Nhật Bản vào ngày 11 tháng 1, năm 2011. Ngày 15 tháng 3 năm 2011, tàu được tái trang bị cho Hải đội hộ vệ số 3 đóng tại Căn cứ hải quân Ōminato, Aomori.

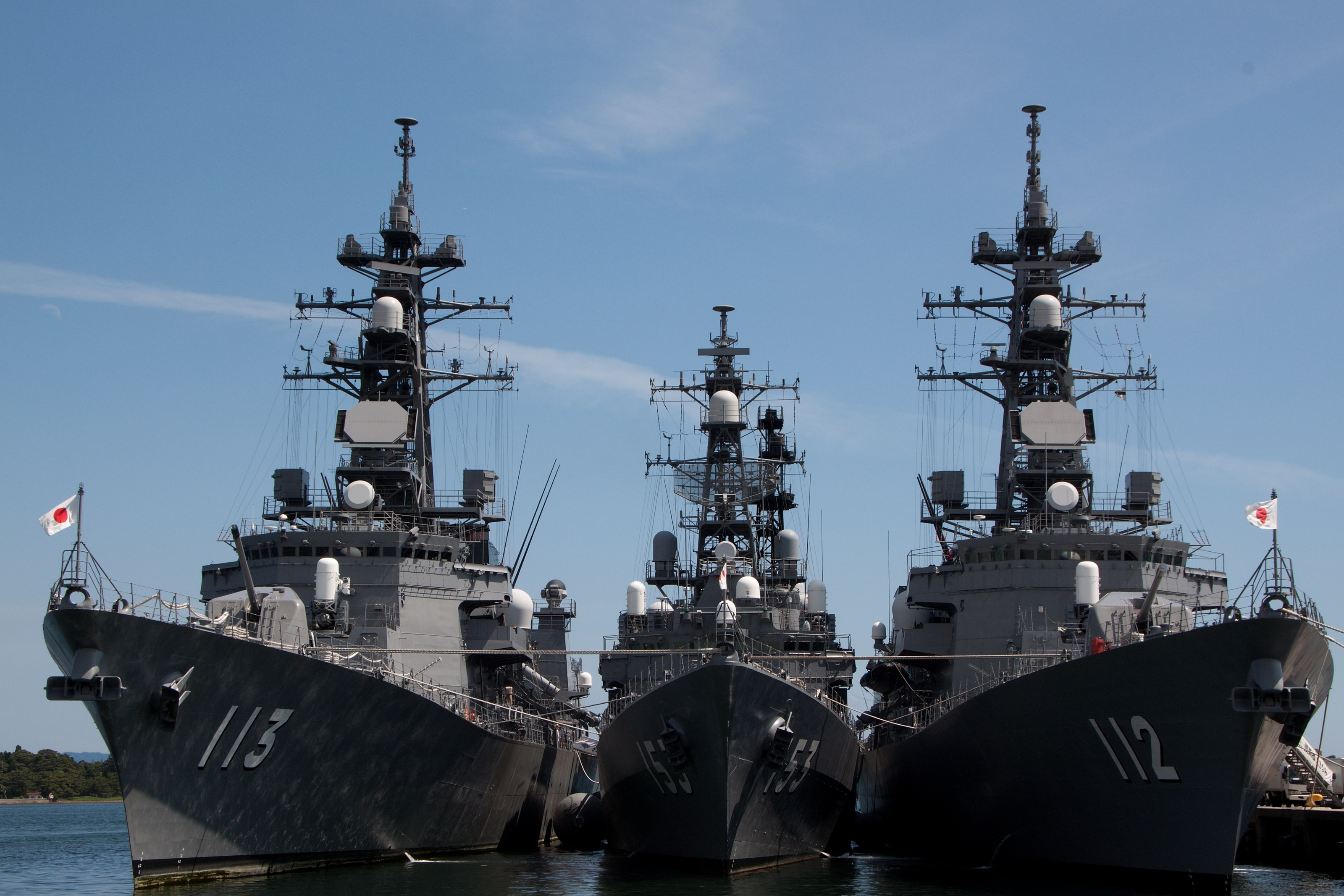
JS Sazanami (DD-113), JS Yūgiri (DD-153) và JS Makinami (DD-112), Ōminato, ngày 26 tháng 7 năm 2012.

Ngày 13 tháng 8 năm 2012, JS Makinami và JS Yugiri đã được phái đến Aden một lần nữa để tiếp tục hoạt động hộ tống chống hải tặc ngoài khơi Somalia. JS Makinami trở về Yokosuka vào ngày 11 Tháng 2 năm 2013.
Trong tháng 10 năm 2013, JS Makinami đã tham dự cuộc duyệt binh trên biển để kỷ niệm tròn 100 năm thành lập Hải quân Hoàng gia Úc tại Sydney, Úc.